# بشت (بودابست)

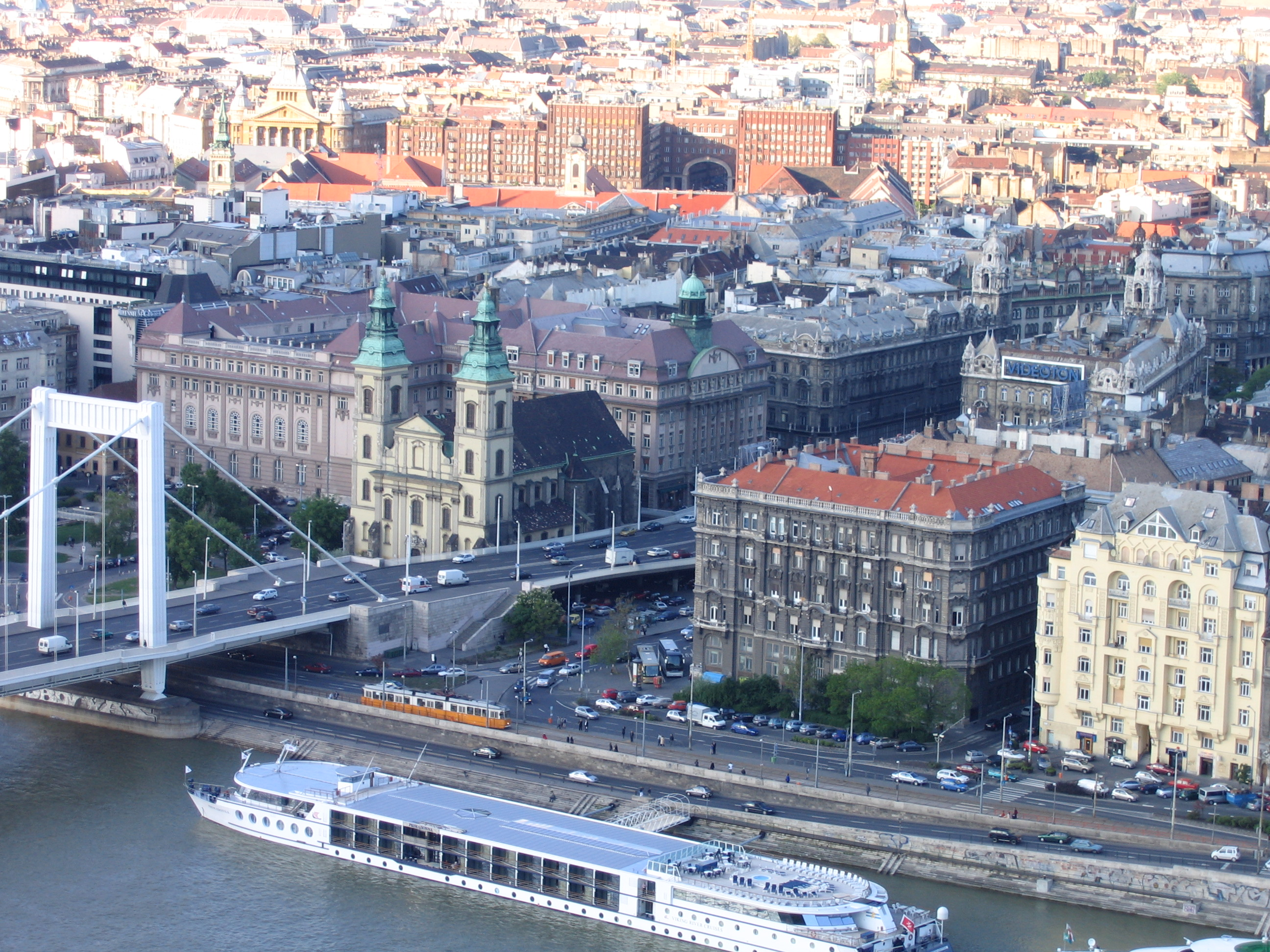
القسم الشرقي من العاصمة بودابست (بشت)

بست (تنطق بشت) هي القسم الشرقي من العاصمة المجرية بودابست. تضم ثلثي أراضي العاصمة. يفصل بينها وبين القسم الغربي نهر الدانوب. بالمجرية العامية يطلق على العاصمة مسمى بست. كلمة بست من أصل سلافي وتعني فرن "furnace" نسبة إلى الكهوف القريبة التي كانت تستخدم كأفران. أهم أجزائها هو البيلافاروس (وسط المدينة) والتي تضم البرلمان الهنغاري وهوسوك تيري (ساحة الأبطال).

## أعلام
- ماري هنرييت ملكة بلجيكا
- يوزيف جونغ
- جانوس غاراي
- أبراهام غانز
- هنريك ويبر
- تيودور هرتزل
- فرانز زافير فون زاك
- زولتان بيتوفي
- ماكس نورداو
- أوريل ستاين